# Always and Forever (Alien Ant Farm)
Always and Forever è il quinto album in studio del gruppo musicale statunitense Alien Ant Farm, pubblicato nel 2015.

## Tracce
1. Yellow Pages – 3:17
2. Simpatico – 3:28
3. Burning – 3:14
4. Let Em Know – 3:20
5. Our Time – 3:45
6. Homage – 4:13
7. Sidelines – 3:45
8. Little Things (Physical) – 3:24
9. Crazy Love – 3:43
10. American Pie – 3:54
11. Godlike – 3:31
12. Better Weather – 3:59
13. Dirty Bomb – 3:55